# Шарк, Эми
Эми Луис Биллингс (англ. Amy Louise Billings, более известная как Эми Шарк (англ. Amy Shark); род. 14 мая 1986 года) — австралийская инди-поп певица, исполнительница хита «Adore». Её альбом «Love Monster» дебютировал на первом месте альбомного чарта ARIA Charts.

## Личная жизнь
Эми Луис родилась в пригороде Голд-Коста, северо-восток Австралии. Её родители развелись, когда ей было один-два года и отец не участвовал в жизни дочери. После коммерческого успеха в 2017 году он впервые за 15 лет связался с дочерью, попросив у неё билеты.
Мать Робин (англ. Robyn) вышла замуж за Дэвида Кашвея (англ. David Cushway) и родила Митча (англ. Mitch) на шесть лет младше Эми, который научил сестру играть на гитаре. Её бабушка иммигрировала в Австралию из Венгрии.
В старших классах посещала муниципальную школу Саутпорта вместе с австралийской певицей Рики-Ли Колтер (англ. Ricki-Lee Coulter). Школа спонсируется фирмой «Apple» и включает расширенное художественное образование — от сценического и музыкального искусства до дизайна и монтажа. Эми участвовала в театральной деятельности школы. Любимым предметом в школе был кинематограф и телевидение. Играла в школьной девичьей панк-группе «Dorothy’s Rainbow and Hansel Kissed Gretel», но не пела.
После окончания школы в 2007 году Эми познакомилась новозеландцем Шейном Биллингсом (англ. Shane Billings). Шейн нашёл работу бухгалтером местного регби-клуба «Голд-Кост Тайтнз» и устроил Эми монтажером. 11 мая 2013 года они поженились.
Проживает в Броудбич Уотерс.

## Карьера
При моральной поддержке Шейна Эми начинает музыкальную карьеру. Будучи ещё её молодым человеком, Шейн записал её на конкурс авторов-исполнителей, где она впервые спела для публики в 2007 году. С тех пор Шейн ведёт административную работу, ищет спонсоров, общается с лейблами. Эми начинает выпускать инди-песни и видео под своим девичьим, а затем замужним именем. Она исполняет кавер-версии известных песен с четверга по воскресенье в местных барах.
В 2013 году Шейн выбирает ей псевдоним Акула (англ. Shark) потому что «Челюсти» — любимый фильм Эми. и в марте 2014 выходит первый мини-альбом «Nelson» спродюсированный Йэном Хаугом из «Powderfinger». Она заводит канал на сайте YouTube в 2014 году. Сейчас альбом удалён.
В октябре 2015 Эми выпускает под псевдонимом «Little Sleepers» песню «Golden Fleece» и в начале 2016 выигрывает с ней «Поп-песню года» на местном конкурсе «Queensland Music Awards» и играет несколько концертов в Австралии. Она решает, что для успеха ей необходимо работать с крупным продюсером и выбирает M-Phazes. M-Phazes соглашается только с условием предоплаты. Эми второй раз подаёт заявку на государственный грант от мэрии города и только благодаря успеху предыдущего сингла получает его.
Они записывают «Adore», выпущенный в июле 2016 года и ставший второй по популярности песней в Австралии в год релиза.
В ноябре 2016 года она бросает работу монтажёром.
В 2017 году выходит мини-альбом «Night Thinker», а в 2018 — дебютный альбом «Love Monster».
Сейчас Эми работает над новым альбомом с Дипло, Smashing Pumpkins и The Chainsmokers.
Дебютировала в кино, снявшись в фильме о боевых искусствах «Зверь во мне», выходящем в прокат в начале 2026 года.

## Дискография

### Альбомы
| Название     | Заметки                                                                                              | Лучшая позиция | Лучшая позиция | Лучшая позиция | Лучшая позиция | Сертификация |
| Название     | Заметки                                                                                              | AUS            | NZ             | SWI            | US Heat.       | Сертификация |
| ------------ | --- | -------------- | -------------- | -------------- | -------------- | ------------ |
| Love Monster | - Released: 13 July 2018 - Label: Wonderlick, Sony (LICK021) - Format: CD, digital, vinyl, streaming | 1              | 7              | 34             | 2              | - ARIA: Gold |

### Мини-альбомы
| Title         | Details                                                                                               | Peak chart positions | Peak chart positions | Peak chart positions |
| Title         | Details                                                                                               | AUS                  | NZ Heat.             | US Heat.             |
| ------------- | --- | -------------------- | -------------------- | -------------------- |
| Night Thinker | - Released: 21 April 2017 - Label: Wonderlick, Sony (LICK019) - Format: CD, Digital, Vinyl, Streaming | 2                    | 1                    | 8                    |

### Синглы
| «Spits on Girls»                 | 2014 | —  | —  | —  | —  | —  |                     | Non-album singles |  |  |
| «Golden Fleece»                  | 2016 | —  | —  | —  | —  | —  |                     | Non-album singles |  |  |
| «Adore»                          | 2016 | 3  | 8  | 32 | 17 | —  | - ARIA: 4× Platinum | Night Thinker     |  |  |
| «Weekends»                       | 2017 | 59 | 10 | —  | —  | —  | - ARIA: Platinum    | Night Thinker     |  |  |
| «Drive You Mad»                  | 2017 | —  | —  | —  | —  | —  |                     | Night Thinker     |  |  |
| «I Said Hi»                      | 2018 | 6  | 8  | —  | 30 | 34 | - ARIA: 3× Platinum | Love Monster      |  |  |
| «Don’t Turn Around»              | 2018 | —  | 10 | —  | —  | —  |                     | Love Monster      |  |  |
| «Psycho» (featuring Mark Hoppus) | 2018 | —  | —  | —  | —  | —  |                     | Love Monster      |  |  |
| «All Loved Up»                   | 2018 | 58 | —  | —  | —  | —  | - ARIA: Platinum    | Love Monster      |  |  |
| «Mess Her Up»                    | 2019 | 29 | —  | —  | —  | —  | - ARIA: Platinum    | Love Monster      |  |  |
|                                  |      |    |    |    |    |    |                     |                   |  |  |

Заметки
1. ↑  "Drive You Mad" did not enter the ARIA Top 100 Singles Chart, but peaked at number 15 on the Australian Artists Singles Chart.[32]
2. ↑  "Don't Turn Around" did not enter the ARIA Top 100 Singles Chart, but peaked at number 16 on the Australian Artists Singles Chart.[35]
3. ↑  "Psycho" did not enter the ARIA Top 100 Singles Chart, but peaked at number 14 on the Australian Artists Singles Chart.[37]

## Награды

### ARIA Music Awards
| Год  | Номинируемая работа | Категория                                   | Результат |
| ---- | ------------------- | ------------------------------------------- | --------- |
| 2017 | Night Thinker       | Album of the Year                           | Номинация |
| 2017 | Night Thinker       | Best Female Artist                          | Номинация |
| 2017 | Night Thinker       | Best Pop Release                            | Победа    |
| 2017 | Night Thinker       | Breakthrough Artist                         | Победа    |
| 2017 | «Drive You Mad»     | Best Video                                  | Номинация |
| 2017 | «Adore»             | Song of the Year                            | Номинация |
| 2018 | Love Monster        | Album of the Year                           | Победа    |
| 2018 | Love Monster        | Best Female Artist                          | Победа    |
| 2018 | Love Monster        | Best Pop Release                            | Победа    |
| 2018 | «I Said Hi»         | Song of the Year                            | Номинация |
| 2018 | «I Said Hi»         | Best Video (with Nicholas Waterman)         | Номинация |
| 2018 | Love Monster Tour   | Best Australian Live Act                    | Номинация |
| 2018 | Love Monster        | Best Cover Art (Steve Wyper)                | Номинация |
| 2018 | «I Said Hi»         | Engineer of the Year (Dann Hume & M Phazes) | Номинация |
| 2018 | «I Said Hi»         | Producer of the Year (Dann Hume & M Phazes) | Победа    |

### APRA Awards
| Год  | Номинируемая работа | Категория                   | Результат |
| ---- | ------------------- | --------------------------- | --------- |
| 2017 | «Adore»             | Song of the Year            | Номинация |
| 2018 | «Adore»             | Pop Work of the Year        | Победа    |
| 2018 | «Adore»             | Most Played Australian Work | Номинация |
| 2018 | «Weekends»          | Song of the Year            | Номинация |
| 2019 | «I Said Hi»         | Pop Work of the Year        | Победа    |
| 2019 | «I Said Hi»         | Most Played Australian Work | Номинация |
| 2019 | «I Said Hi»         | Song of the Year            | Победа    |